# 伊斯纳托拉夫
伊斯纳托拉夫，是西班牙安达卢西亚自治区哈恩省的一个市镇。总面积87平方公里，总人口1273人（2001年），人口密度15人/平方公里。